# David Telford
Il colonnello David Telford è un personaggio immaginario della serie televisiva di fantascienza Stargate Universe, interpretato dall'attore Lou Diamond Phillips.

## Biografia
Prima di essere inviato alla base Icarus, il colonnello Telford passò un anno come infiltrato nell'Alleanza Lucian. Durante questo periodo la sua vera identità fu scoperta e gli venne fatto il lavaggio del cervello con un macchinario Goa'uld, portandolo alla causa dell'Alleanza. Otto mesi dopo l'inizio della sua missione sotto copertura, l'Alleanza attaccò una base terrestre e 37 persone persero la vita. Telford era a conoscenza dell'attacco ma non fece nulla per informare il Comando Stargate, giustificandosi affermando che non poteva fare nulla altrimenti la sua identità sarebbe stata scoperta.
Durante l'attacco dell'Alleanza Lucian alla base Icarus, Telford guidava uno squadrone di F-302. Quando le difese terrestri cedettero, il colonnello fu costretto a ritirarsi ma non attraversò lo Stargate verso la Destiny.
In seguito, permetterà al colonnello Everett Young di comunicare con il Comando Stargate attraverso il suo corpo, con il dispositivo di comunicazione a lunga distanza degli Antichi. Mentre la mente di Telford sostava nel corpo di Young, il colonnello cercò di visitare la nave ma le ferite fisiche di Young glielo impedirono. La dottoressa Johansen dovette sedarlo quando divenne un pericolo per il corpo di Young finché la sua mente non tornò sulla Terra.
La seconda volta che i due ufficiali si scambiano i corpi, Telford, non contento dell'operato di Young, chiede al tenente Matthew Scott se è disposto ad ammutinarsi e prendere il posto del colonnello; il collegamento viene interrotto però prima che Scott rispondesse.
Quando l'IOA pianifica di riportare a casa l'equipaggio della Destiny, Telford riprende nuovamente il posto di Young e quindi il comando della nave, nonostante il disappunto di Young stesso. Le azioni di Telford trovarono però l'obiezione del dottor Rush e del dottor Brody che temono il colonnello possa distruggere la nave. Durante la discussione che ne scaturisce l'FTL della Destiny fa sì che i due colonnelli tornino momentaneamente nei loro corpi. In questi pochi istanti, Telford vede sopra di sé la moglie di Young, Emily Young, e capisce che il suo corpo è stato usato da Young stesso per le sue questioni personali. Quando Rush e Brody simuleranno una reazione a catena nello Stargate, Young e i suoi uomini, giunti anch'essi con il dispositivo, interromperanno il collegamento per salvarsi. Young rinfaccerà sempre a Telford di essere fuggito, affermando che in questo modo aveva tolto ogni forma di comando alla Destiny.
Dopo questo incidente, Telford comincia una relazione d'amicizia con Emily Young, raccontandole della liaison tra Young e Tamara Johansen. Young venne a sapere dei due attraverso il tenente Scott che conserva nella sua memoria tracce dei ricordi di Telford per via di un precedente scambio di corpi. A questo punto Young interrompe un incontro tra i due, aggredendo poi Telford che si salva grazie all'interruzione del collegamento. In seguito, Young finse di essere il dottor Dale Volker e tornò sulla Terra. Si appostò davanti alla casa della moglie e, quando Telford uscì, sferrò un pugno a quest'ultimo, atterrandolo subito.
Dopo che Telford e Rush si erano scambiati i corpi, Rush ebbe in sogno una visione dei ricordi di Telford che permisero al dottore di capire che il colonnello era una spia dell'Alleanza. Scambiatisi di nuovo i corpi, Rush tentò di entrare nell'Alleanza ma venne catturato da Kiva mentre Young, a bordo della Destiny, interrogò Telford stesso.
Young liberò Telford dal lavaggio del cervello, soffocando e rianimandolo subito dopo. Telford raccontò così del piano dell'Alleanza per conquistare la nave e da quale pianeta, simile a Icarus, gli invasori sarebbero giunti. Quando Kiva e gli altri membri dell'Alleanza giunsero sulla nave, attraverso lo Stargate attivato da Rush, il collegamento tra il dottore e Telford si interruppe immediatamente. Non avendo più bisogno di lui, Kiva decise di uccidere Telford, credendo che nel suo corpo vi fosse ancora Rush. Il colonnello però si salva, usando la sua parola in codice e facendole capire che il collegamento era rotto, facendo finta quindi di essere ancora sotto il controllo dell'Alleanza. Telford cercò in seguito di dividere Kiva dagli ostaggi, in modo che i militari potessero riprendere il controllo della Destiny, ma la donna lo interrompe proprio mentre sta attuando il suo piano. Telford ferisce a morte Kiva ma viene colpito a sua volta, riuscendo però a sopravvivere. Con la morte di Kiva, l'Alleanza non venne a sapere delle intenzioni di Telford, il quale afferma che i due erano finiti in un'imboscata nemica, anche la storia non convince del tutto Simeon. Nonostante le sofferenze per le ferite, Telford tentò di convincere Dannic ad arrendersi, rischiando quasi di morire quando accusa l'uomo di voler tenere la nave per sé. Prima che questi potesse sparare al colonnello, Ginn lo uccide, causando la resa dell'Alleanza.

### Dopo l'attacco
Dopo l'attacco, Telford e la dottoressa Camile Wray, stilarono una lista degli uomini dell'Alleanza di cui ci si potesse fidare, inviandola al Comando Stargate senza che Young sapesse nulla. In seguito il Comando ordinò a Young di tenere a bordo coloro che erano presenti nella lista e di abbandonare gli altri sul primo pianeta che avessero incontrato.
Dopo poco tempo la Destiny uscì dall'FTL nei pressi di una nave degli Antichi inviata per esplorare, costruire e depositare gli Stargate prima del passaggio della Destiny stessa. Dopo che Young inviò una squadra ad esplorare la nave, lui e Telford iniziarono una seria discussione sull'autorità e sul comando, trovando però un accordo. A bordo della nave vi erano per una dozzina di alieni che sopraffecero la squadra d'avanscoperta e iniziarono a sottrarre energia dalla Destiny. Telford ed altri militari furono inviati in soccorso, recuperando così i loro uomini. Il colonnello però rimase a bordo della nave, cercando di interrompere il flusso di energia in trasferimento. Non riuscendo ad interrompere il processo, Rush dovette "staccare" manualmente le due navi e la Destiny ripartì, lasciando a bordo della nave Telford, circondato da una dozzina o più di alieni.
In seguito, Telford tornerà, salvando la Destiny da un attacco dei droni Berzerker. Telford aveva scoperto che gli alieni, chiamati Ursini, non erano malvagi ma disperati. Il colonnello aveva scoperto infatti che precedentemente anche loro erano finiti nel territorio dei droni ed erano stati a loro volta attaccati.

### Ritorno sulla Terra
Poco tempo dopo, Telford, finito sulla Terra per un incidente temporale, spiegò ai membri della Destiny che in breve sarebbero giunti la senatrice Michaels e il dottor Andrew Covel, dopo averli avvisati dell'alto rischio di un altro attacco dell'Alleanza Lucian e che per questo la Destiny era in allerta massima. Quando l'Alleanza Lucian attacca il Comando Stargate, Greer e Wray, sulla Terra al posto del dottore e della senatrice, si offrono per disarmare la bomba al Naquadah sganciata dall'Alleanza, nonostante il disappunto di Telford che però alla fine si convince. Dopo sei giorni che la Destiny non si collegava con il Comando, Telford si connette, informando Young dei problemi di collegamento e del disarmo della bomba.
Per poter inviare sulla Destiny rifornimenti ed equipaggio, Telford chiede ai Langarani di poter usare la loro struttura di produzione energetica ma l'ambasciatore rifiuta la proposta finché gli scienziati non avessero approvato il piano del dottor Rodney McKay. Data la presenza di un satellite spia che comunica con l'Alleanza Lucian, Telford credette che vi fosse un accordo tra l'Alleanza stessa e i Langarani, decidendo così di prendere il controllo della struttura con la forza. Il piano fallì e Telford venne catturato anche se venne rilasciato poco tempo dopo.
Quando fu chiaro che non potevano giungere rifornimenti dalla Terra e che l'accesso a tutti i pianeta lungo il viaggio della Destiny era bloccato, l'equipaggio comincia salutare i propri parenti a casa. Telford fu uno degli uomini a cui Young disse addio. Telford, dal canto, suo chiese perdono per aver messo fine al suo matrimonio, nonostante Young ribatté dicendo che il matrimonio stesso era, in realtà, terminato già prima delle sue azioni.